# Семко, Валентин Владимирович
Валентин Владимирович Семко (19 сентября 1937 — 3 января 2007) — советский военно-морской врач и учёный в области физиологии водолазных погружений, начальник отдела научно-исследовательского управления Государственного научно-исследовательского института аварийно-спасательного дела, водолазных и глубоководных работ Министерства обороны СССР, Герой Социалистического Труда (24.01.1991). Полковник медицинской службы (12.07.1979). Профессор (1993).

## Биография
Родился 19 сентября 1937 года в посёлке Клиново города Урицк. Русский.
В Военно-Морском Флоте с июля 1955 года. В июле 1961 года окончил факультет подготовки врачей для ВМФ Военно-медицинской академии имени С. М. Кирова, получив назначение на Северный флот: с августа 1961 года по сентябрь 1962 года — начальник медицинской службы средних подводных лодок «С-232», «С-375» — с сентября 1962 года по июнь 1964 года, «С-197» — с июня 1964 года по февраль 1966 года и с июля 1966 года по октябрь 1967 года. В июле 1966 года окончил курсы усовершенствования медицинского состава Военно-медицинской академии имени С. М. Кирова.
С октября 1967 года по сентябрь 1969 года военный медик Валентин Семко служил флагманским врачом бригады подводных лодок Краснознамённого Северного флота, а с сентября 1969 года продолжил службу в Государственном научно-исследовательском институте аварийно-спасательного дела, водолазных и глубоководных работ Министерства обороны СССР.
В этом НИИ военный врач Семко занимал различные должности: с сентября 1969 года по январь 1970 года — старшего научного сотрудника 33-го отдела, затем до ноября 1973 года — 311-й лаборатории; с ноября 1973 года по март 1979 года был начальником той же лаборатории; с марта 1979 года по апрель 1985 года — начальником 31-го отдела; с апреля 1985 года по январь 1987 года — начальник 21-го научно-исследовательского отдела; с января 1987 года по март 1988 года — начальник 33-го научно-исследовательского отдела; с марта 1988 года по ноябрь 1993 года начальник отдела научно-исследовательского управления. В 1976 году В. В. Семко присвоено учёное звание «старший научный сотрудник».
12 июля 1979 года подполковнику медицинской службы Семко В. В. присвоено воинское звание «полковник медицинской службы».
В 1984 году он защитил диссертацию на соискание учёной степени «доктор медицинских наук». С сентября по ноябрь 1991 года полковник медицинской службы Семко В. В. прошёл курсы усовершенствования на факультете переподготовки и повышения квалификации Военно-медицинской академии имени С. М. Кирова по циклу «Оксигенобаротерапия».
В должности начальника медицинской службы врач-подводник В. В. Семко проводил большую работу по соблюдению на подводных лодках требований санитарии и гигиены. Он многократно участвовал в дальних походах, своевременно оказывая медицинскую помощь больным, приобрёл опыт хирургических операций в море. Подготовил и опубликовал две научные работы, связанные со службой на подводных лодках.
В НИИ активно участвовал в разработке проблем тематики отделов и успешно руководил проведением большого комплекса физиологических и биохимических исследований по изучению вопросов длительного пребывания человека под повышенным давлением и обитаемости глубоководной техники. На основе современных научных методов лично выполнил значительный объём исследований. Результаты их нашли отражение в кандидатской, а затем и в докторской диссертациях, защищённых В. В. Семко.
В исследованиях по совершенствованию метода длительного пребывания для работ на глубинах до трёхсот метров В. В. Семко разработал способ «быстрой компрессии», который по¬зволил в экстренных случаях сократить время погружения водолазов с 10—12 часов до 30 минут с сохранением вполне удовлетворительной умственной и физической работоспособности водолазов.
С 1971 по 1976 годы В. В. Семко — учёный секретарь секции Научно-технического совета, с 1976 по 1979 годы — учёный секретарь Научно-технического совета Государственного научно-исследовательского института аварийно-спасательного дела, водолазных и глубоководных работ Министерства обороны СССР.
Являясь одним из ведущих специалистов СССР и Российской Федерации в области физиологии погружений методом длительного пребывания, В. В. Семко создал основы собственной научной школы по вопросам специальной физиологии водолазных погружений. Он возглавлял перспективное научное направление по освоению человеком глубины 500 метров.
В процессе научных исследований В. В. Семко руководил уникальными экспериментальными спусками акванавтов на большие глубины различными методами. В ходе погружений была достигнута рекордная продолжительность пребывания акванавтов под повышенным давлением, соответствующим предельным глубинам погружений водолазов. Тем самым он внёс значительный вклад в совершенствование глубоководной водолазной техники, методов физиологических исследований человека.
Указом Президента СССР от 24 января 1991 года за большой личный вклад в развитие медицинской науки, разработку новых высокоэффективных методов обеспечения жизнедеятельности человека в агрессивных экологических средах обитания полковнику медицинской службы Семко Валентину Владимировичу присвоено звание Героя Социалистического Труда с вручением ордена Ленина и золотой медали «Серп и Молот».
30 июля 1993 года В. В. Семко присвоено учёное звание «профессор» по специальности «Авиационная, космическая и морская медицина».
Одним из выдающихся учёных В. В. Семко опубликовано большое количество научных статей в сборниках института, в журналах, включая и зарубежные издания. Он автор более двух сотен научных работ, одной монографии; имеет двадцать семь авторских свидетельств и один патент на изобретение.
С ноября 1993 года полковник медицинской службы В. В. Семко — в запасе. С апреля 1994 года он работал в 1-м Центральном научно-исследовательском институте Министерства обороны РФ.
Умер 3 января 2007 года. Похоронен в Санкт-Петербурге на Ново-Волковском кладбище.

## Награды
- медаль Серп и Молот Героя Социалистического труда (24.01.1991)
- орден Ленина (24.01.1991)
- орден «Знак Почёта» (1984)
- медали
- Заслуженный деятель науки Российской Федерации (1997).